# Иматра
Иматра (фин. Imatra) је град у Финској, у југоисточном делу државе. Иматра је други по величини и значају град округа Јужна Карелија, где он са окружењем чини истоимену општину Иматра.

## Географија
Град Иматра се налази у југоисточном делу Финске, близу државне границе са Русијом - 7 км јужно од града. Од главног града државе, Хелсинкија, град је удаљен 260 км источно.
Рељеф: Иматра се сместила у унутрашњости Скандинавије, у историјској области Карелија. Подручје града је равничарско до брежуљкасто, а надморска висина се креће око 70 м.
Клима у Иматри је оштра континентална на прелазу ка субполарној клими. Стога су зиме оштре и дуге, а лета свежа.
Воде: Иматра се развила близу највећег финског језера Сајма, на месту где из њега истиче река Вуокса. Река дели град на источни и западни део. 

## Историја
Иматра је релативно млад град, образован 1948. године спајањем три дотад засебна насеља. Подручје Иматре је посебно било значајно током тзв. Настављеног рата.

## Становништво
Према процени из 2012. године у Иматри је живело 29.124 становника, док је број становника општине био 28.313.
| 1980.  | 1990.  | 2000.  | 2012.  |
| ------ | ------ | ------ | ------ |
| 33.779 | 34.150 | 31.715 | 29.124 |

Етнички и језички састав: Иматра је одувек била претежно насељена Финцима. Последњих деценија, са јачањем усељавања у Финску, становништво града је постало шароликије. По последњим подацима преовлађују Финци (97,0%), присутни су и у веома малом броју Швеђани (0,1%), док су остало усељеници. Од новијих усељеника посебно су бројни Руси.

## Галерија
- Хотел „Валтион“, симбол града
- Хидроцентрала на реци Вуокси
- Главна протестантска црква у граду
- Православна („Николајевска“) црква у граду